# パトリック・ブロンドー
パトリック・ブロンドー（Patrick Blondeau 、1968年1月27日 - ）は、フランス・マルセイユ出身の元サッカー選手。元フランス代表。現役時代のポジションは、ディフェンダー（ライトバック）。